# Ratta (fiume)
La Ratta (in russo Ратта?) è un fiume della Siberia Occidentale, affluente di sinistra del fiume Taz. Scorre nel Krasnosel'kupskij rajon del Circondario autonomo Jamalo-Nenec, in Russia.
Il fiume ha origine nella palude Parakaegantuj-Kuj, scorre in direzione per lo più settentrionale e sfocia nel Taz a 970 km dalla foce ad un'altitudine di 49 metri sul livello del mare. La lunghezza del fiume è di 246 km, l'area del bacino è di 3 470 km².